# Чешки рат (1468—1478)
Чешки рат (1468—1478) вођен је између Краљевине Чешке и Краљевине Угарске, током владавине краљева Матије Корвина и Јиржија Подјебрадског. Завршен је победом Угарске.

## Позадина
На почетку своје владавине, Матија Корвин је наставио са политиком свога оца Јована Хуњадија у борби против Турака. Они су Угарску сматрали "бедемом хришћанства". Међутим, године ратовања са Турцима показале су Матији да је Турке у том тренутку немогуће истерати са Балканског полуострва. Због тога он мења своју политику и са Турском закључује мир, као и са својим хришћанским суседом Фридрихом III. Своје претензије усмерио је ка Чешкој. Њоме је од 1457. године владао Јиржи Подјебрадски који се покушао окористити грађанским ратом у Угарској који је приморао Ладислава Посмрчета да напусти своју краљевину. Исте године он је инсистирао да се Матија Корвин, који се налазио у изгнанству, ожени његовом ћерком. Матија је у међувремену од Фридриха издејствовао да се у Угарску врати круна Светог Стефана која се 20 година налазила ван краљевине. Он 1468. године напада чешког краља под изговором да би се та земља вратила у католицизам. Јиржи Подјебрадски је био хуситски краљ. Међутим, иако је сам поход на Чешку био релативно успешна (Матија заузима јужне и источне делове Чешке), он не успева да заузме чешку престоницу, Праг. На крају су се и Јиржи и Матеја прогласили за угарске краљеве. Рат на страни Хусита Матији је донео непријатељство његових католичких суседа. Јиржи је у међувремену умро, а Матија је наставио да ратује против његовог наследника Владислава, све док овај 1478. године није потписао споразум у Брну. Њиме је признао освајања угарског краља. Оломуцки мир потврдио је споразум из Брна. Епилог сукоба дошао је 1490. године када је управо Владислав наследио Матију на угарском престолу.